# Capital de Bolivia
El término capital de Bolivia se aplica, históricamente y según la Constitución de este país, a la ciudad de Sucre.Sin embargo, la ciudad de La Paz es la sede del gobierno del país.
Esta pugna histórica por la capitalidad del país entre las ciudades de Nuestra Señora de La Paz y Chuquisaca (la actual Sucre) se remonta a los primeros años de la república de Bolivia.

## Teoría
Según el Diccionario Panhispánico del Español Jurídico se define capital como:
Adm. Población principal o cabeza de un Estado, provincia o distrito.
En ese sentido:
La capital oficial  es Sucre, que alberga el órgano judicial; denominada en la constitución y legislación boliviana como "Capital".

I. Sucre es la Capital de Bolivia.
Artículo 6°, Constitución boliviana

La capital administrativa es La Paz al ser la sede del gobierno del Estado Plurinacional de Bolivia, según la teoría política se considera capital al lugar donde reside el gobierno de una nación.
|  |             | Composición | Sede   |
|  | ----------- | --- | ------ |
|  | Ejecutivo   | Gobierno de Bolivia - Presidente - Vicepresidente - Ministerios                                                                                         | La Paz |
|  | Legislativo | Asamblea Legislativa Plurinacional - Cámara de Senadores - Cámara de Diputados                                                                          | La Paz |
|  | Judicial    | Tribunal Supremo de Justicia - Jurisdicción Ordinaria - Jurisdicción Agroambiental - Jurisdicción Especial - Jurisdicción Indígena Originario Campesino | Sucre  |
|  | Electoral   | Tribunal Supremo Electoral | La Paz |

## Historia
Si bien la Ley del 11 de agosto de 1825, dispone que la capital de Bolivia sería la ciudad de Sucre: «La ciudad Capital de la República y su departamento se denominará Sucre»; hasta ese entonces no se había definido dónde debería estar establecida la ciudad de Sucre. 
El 1 de julio de 1826 se dispone a la ciudad de Chuquisaca como capital provisional del país, hasta que se designe el lugar donde será, fundada o establecida, la "ciudad de Sucre", decisión que se la deja en manos de Simón Bolívar. Sin embargo, Bolívar nunca llega a pronunciarse respecto a dónde se ubicaría la "ciudad de Sucre".

El Congreso Constituyente faculta al padre de la patria y fundador de Bolivia, Simón Bolívar, para que designe el sitio en que ha de construirse la nueva ciudad Sucre; y mientras se levanten los edificios necesarios para el gobierno y cuerpo Legislativo, Chuquisaca se declara capital provisoria de la República.
Ley de 1 de julio de 1826

Durante el gobierno crucista (1835-1839), la capital boliviana estuvo albergada en La Paz, y extraordinariamente durante diez días, en el mes de junio de 1836, se gobernó desde Tapacarí.
El 12 de julio de 1839, durante el gobierno de José Miguel de Velasco, se decide que la ciudad de Chuquisaca será la capital oficial de la Bolivia, y de ahí en adelante se la renombra la «ciudad de Chuquisaca» a «ciudad de Sucre»:

«La ciudad de Chuquisaca es la Capital de la República y sede nata de los tres poderes del estado: Ejecutivo, Legislativo y Judicial, y conforme a la ley de 11 de agosto de 1825 se llamará en adelante la ciudad Sucre».
Ley de Declaración, del 12 de julio de 1839

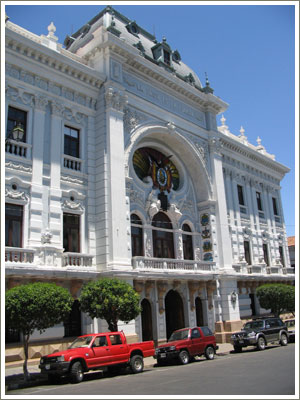
Palacio Nacional, en Sucre.

En 1896 se construye el Palacio Nacional con la finalidad de cumplir la función de palacio presidencia del Bolivia. Sin embargo, nunca llegó a ser utilizado como sede presidencial.
Tras el triunfo de La Paz sobre Sucre en la Guerra Federal, La Paz se convirtió oficialmente en la sede de los poderes Ejecutivo y Legislativo, es decir una capital de hecho. La contienda enfrentó a liberales del norte contra conservadores del sur, quienes querían que la sede de Gobierno se quedase en Sucre.[cita requerida] Esta situación quedó establecida el 25 de octubre de 1899, fecha en la que el general José Manuel Pando asumió la presidencia de la República a raíz del triunfo en la guerra civil.
El 22 de julio de 2007, a raíz de algunos movimientos políticos durante el periodo  de la Asamblea Constituyente de Bolivia de 2006 que pretendían declarar a Sucre como capital plenaes decir capital constitucional y por lo tanto sede del gobierno, se llevó a cabo el denominado El Gran Cabildo, donde aproximadamente dos millones de habitantes de la ciudad de La Paz y El Alto refrendaron la permanencia de la sede de gobierno en la ciudad de La Paz.
Desde 2009, los Poderes se convierten en Órganos, se establece a la ciudad de La Paz como la sede de los Órganos Ejecutivo, Legislativo y Electoral; reconociéndose a la ciudad de Sucre como la capital constitucional de Bolivia y sede del Órgano Judicial; así como a la ciudad de La Paz como la sede de gobierno (capital administrativa en los hechos).